# Bárdos György
Bárdos György (Budapest, 1949. július 3. –) pszichofiziológus, viselkedéskutató, egyetemi tanár.

## Életpályája
A Szinyei Merse Pál Gimnáziumban érettségizett. 1973-ban végzett az ELTE Természettudományi Karának biológus szakán. 1976-ban egyetemi doktor lett. 1989-ben megkapta a biológiai tudomány kandidátusa címet. 2000-ben habilitált doktor lett, s 2010-ben szerezte meg az MTA doktora címet. 1973 és 1996 között az MTA–ELTE Pszichofiziológiai Kutatócsoportban dolgozott, majd 1996-tól az ELTE Élettani és Neurológiai Tanszék docense, 2009-től az egyetem Egészségfejlesztési és Sporttudományi Intézetének vezetője. 2000 és 2008 között az ELTE Bolyai Szakkollégium tanára volt.
1973 óta oktat biológus-, biológiatanár, illetve pszichológushallgatókat alapszintű, szakirányú és doktori kurzusokon[mikor?].
Főbb kutatási témái a zsigeri érzékelés, a magatartás és a belső szervek kölcsönhatásai, a viselkedés szabályozása, a nem specifikus egészségproblémák, valamint a placebohatás.

## Családja
Anyai és apai ágon is zsidó családból származik. Apja, Bárdos József (1920–2015) textilmunkásként dolgozott; a második világháború során előbb munkaszolgálatosként szolgált, majd szovjet hadifogságban volt, ahonnan 1947-ben tért haza. Anyja, Herczeg Judit (1921–2004) laborasszisztens volt. Két testvére van.
Felmenői között megtalálható Spiegel Frigyes (1866–1933) építész és egyik dédapja, Herzog Manó (1862–1941) Kaposváron volt főrabbi. Anyai nagynénje Spiegel Annie (1904–1980) opera-énekesnő volt, Bálint Lajos (1886–1974) műkritikus, dramaturg, író, műfordító felesége.
Felesége a Semmelweis Egyetem Biofizikai Tanszékének munkatársa[mikor?]. Két gyermekük született: Bárdos Petra Panna (1980) és Bárdos Pál Péter (1983).

## Díjai, elismerései
- Mestertanár Aranyérem (OTDT, 2002)
- Szent-györgyi Albert-díj (EMMI, 2015)
- Pro Universitate Érdemérem Arany Fokozat (ELTE, 2017)